# Рис ап Маредид
Рис ап Маредид (валл. Rhys ap Maredudd, казнен 2 июня 1292 г.) — сын Маредида, правителя Дрислуина.

## Биография

### Вассал Эдуарда I
27 июля 1271 года его отец, Маредид, умер. Рис, как старший сын, наследовал ему. 17 августа 1271 года умер кузен Риса Рис Вихан, правитель Диневура. Когда началась война между Эдуардом I и Лливелином, Рис и его родственник Рис Виндод, стали первыми кто стали вассалами английского короля(1277 год). После поражения Лливелина в войне Рис и другие оказались разочарованы политикой Эдуарда I. Он не получил обещанных королём земель.
Вскоре королевское юридическое и административное вторжение заставило таких лордов как Рис Виндод, а также братьев Кинана и Грифида (сыновья Маредида, внуки Оуайна, правнуки Грифида), искать союза с принцем Лливелином Гвинедским, и уже в мае 1278 года все трое были при дворе принца. Но у Риса не было никаких надежд на примирение с принцем, которого он предал. Он был теперь всецело во власти короля Эдуарда. Когда разразилась последняя война в 1282 года, Рис остался верным короне. Его шпионы выследили повстанцев Грифида и Кинана. В награду за сотрудничество он получил принадлежавшие им коммоты. И всё же Рис, несмотря на все милости короля, не получил главную награду, на которую рассчитывал — родовую резиденцию Лорда Риса замок Диневур (об этом свидетельствует петиция обиженного лорда). После смерти Лливелина Гвинедского Эдуард отобрал Диневур и Дрислуин у Риса и Риса Виндода. В октябре 1283 года Эдуард заставил Риса отказаться от прав на Дрислуин.
Рис был полностью подчинён короне и обязан являться по королевскому вызову в Кармартен. Именно это обстоятельство и повлекло за собой проблемы в будущем. К сентябрю 1286 года отношения Риса с Эдуардом резко ухудшились из-за чрезмерного давления, оказываемого королевской администрацией. Рис был вовлечён в спор с Джоном Жиффаром, лордом Буелта и Искеннена из-за Лландовери. После отказа Риса явиться в королевский суд для рассмотрения дела, которое имело место вне Кармартеншира, спорные земли были присуждены его противнику . Кроме того, у Риса был затяжной конфликт с юстициарием Робером Тибето. Рис обвинял его в злоупотреблениях, вымогательстве и неуважении к валлийскому праву (точнее, в использовании английской юридической процедуры). Все эти претензии были направлены королю в Гасконь. Ответ Эдуарда содержал рекомендации примириться с валлийцами. Но ситуация быстро ухудшилась в начале 1287 года: Рис отказался явиться в Кармартен, таким образом фактически отрицая, что как лорд Кантрева Маур, он подвластен королевской юрисдикции. Это могло посчитаться актом неповиновения, но есть и объяснение этому действию. Рис унаследовал коммоты Эстлуйв и Эмлен Эух Ких от своего отца, которому они были проданы Жильбером Маршаллом, графом Пембруком. Брат графа завоевал их, и они были присоединены Жильбером Маршаллом к графству Пембрук, несмотря на то, что формально относились к Кармартену. И теперь Рис как лорд Эмлен мог утверждать, что он не обязан подчиняться юстициарию в Кармартене. Предпринятое расследование установило, что два указанные коммота всегда принадлежали Кармартену. Король принял все меры для того, чтобы конфликт был погашен. Однако избежать восстания не удалось. В силу того, что Рис не прибыл на рассмотрение дела в Кармартен, судьи, которых назначил Эдмунд, граф Корнуэл, управлявший государством во время отсутствия короля, признали действия юстициария резонными. Рис очень рассчитывал на королевскую благосклонность после стольких лет службы, но притесняемый новой администрацией, он восстал.

### Восстание
Первый удар Риса был нанесён по Лландовери, где замок был взят 8 июня 1287 года. Там Рис не задержался: вскоре он обрушился на Диневур и Каррег Кеннен. Через несколько дней восставшие опустошили коммот Эстлуйв. Почти сразу после начала восстания в Кардиганшире англичанами были приняты меры по обороне, которые свидетельствуют о степени серьёзности восстания: 25 июня рыцари и пехота Шропшира и Стаффордшира под командованием Роджера Лестранжа были призваны на службу в Уэльс; кроме того, предпринимались меры по изоляции Марки и локализации восстания в Уэльсе: 24 июня к лордам Марки и шерифам графств поступило распоряжение пресекать торговлю с восставшими. Юстициарий западного Уэльса получил приказ конфисковать земли Риса. Также было решено собрать силы в Кармартене, и 16 июля приказы поднимать войска были отправлены всем лордам Марки. Войска с севера должны были собраться в Лланбадарне, остальные — поступить в распоряжение самого графа Эдмунда (местом сбора был Монмут). Войска из Шропшира и Стаффордшира должны были собраться в Бреконе, а силы из Кармартеншира, Кардиганшира и Пембрукшира — в Кармартене.
Северная армия под командованием Реджинальда де Грея и Роджера Лестранжа, состоявшая из 47 офицеров и 6600 солдат, подошла к месту встречи с графом Эдмундом в Кармартене 13 августа. Южная армия, в составе 2412 человек, включая 22 арбалетчиков, достигла Кармартена 8 августа. Третья армия под командованием юстициария южного Уэльса и давнего врага Риса была самой небольшой по численности — 1100 человек, причём состояла преимущественно из валлийцев (в платёжной ведомости упомянуты только 30 англичан). Валлийцы, не сомневаясь, служили в этих войсках, ибо Рис в их глазах всегда был предателем. Четвёртая армия под командованием графа Глостера, которая должна была собраться в Бреконе, была самой многочисленной — 12500 человек. Неотъемлемой частью каждой армии был отряд лесорубов, расчищавших дороги для идущих вслед войск (это характерная черта всех валлийских кампаний).
Граф Эдмунд прибыл в Кармартен 8 августа и начал планировать следующий этап военных действий. Передвижения Риса неизвестны, а его молниеносные удары по замкам и городам юго-западного Уэльса создают впечатление, что он метался от места к месту, скрываясь в лесах и на болотах. Урон от погромов и грабежей, наносимый силами Риса, побудил большое количество валлийцев присоединиться к английской армии. 9 августа граф Эдмунд сообщил командующим северной армии, что он направляется к замку Дрислуин, где находится повстанец. Обе армии должны были воссоединиться на подступах к замку. Осада началась в середине августа и продолжалась около трёх недель. Трудно установить точную дату капитуляции замка, но точно известно, что 24 сентября 1287 года замок был передан Алану де Плакнету, вместе с коммотами Кайо, Катайниог, Маллайн, Мабельвэв, Мабидред, Майнордельо. Сам Рис избежал пленения, а большинство его приверженцев заключили мир с победителями. Все замки, захваченные Рисом в первые дни восстания, были возвращены, и даже оплот его власти Замок Эмлин перешёл в руки англичан.
Казалось, что восстание закончилось, хотя бунтовщик всё ещё был на свободе. Кампания по подавлению мятежа довольно дорого стоила английской короне и потребовала крупных займов (у итальянских банкиров). Кажется довольно странным, что граф Эдмунд не настаивал на продолжении военных действий до пленения Риса и вернулся в Англию с результатом явно не соответствующим количеству потраченных денег. Возможно, в этой ситуации сыграли роль родственные связи матери Риса, а также благосклонность многих лордов Марки к соотечественнику, восставшему против притеснений королевской администрации.
Никто уже не рассчитывал на возобновления восстания, пока Рис скитался по лесам и долинам Кармартеншира. Но в начале ноября 1287 года мятежник в союзе с Мадогом, сыном Риса ап Виндода, подошёл к замку Эмлен, построенному его отцом, и захватил его в январе 1288 года, убив констебля Роджера Мортимера. Это послужило сигналом к возобновлению восстания. Несмотря на то, что обстановка в целом являлась благоприятной для англичан, они приняли срочные меры по защите от повстанцев: 14 ноября лорды Марки и констебли королевских замков получили приказ оставаться в своих владениях и замках для их обороны от Риса. В декабре всё ещё шла работа по укреплению замков Кармартеншира и Кардиганшира, однако до конца месяца не было предпринято никаких шагов, чтобы отбить захваченный Рисом замок. Его осада началась только 10 января, а во второй половине января замок был взят. Но Рис вновь избежал плена, хотя многие из его сторонников были перебиты. С этого момента главной задачей стал поиск лидера восстания, с этой целью 25 января отряд валлийцев направился на поиски мятежника в лесах Истрад-Тиви. Из местного населения были взяты заложники, которые не могли быть освобождены, пока Рис, за голову которого было назначено вознаграждение, не будет пойман. Несмотря на слухи о подготовке Рисом нового выступления и постоянные предупреждения лордов Марки и констеблей замков о соблюдении мер по обеспечению безопасности, было ясно, что восстание окончено. Несколько заложников обязались захватить Риса живым или мёртвым или быть казнёнными. Сам же Рис готовился отплыть в Ирландию. Появились слухи, что граф Глостера обещал ему убежище до возвращения короля из Франции. Примечательно, что эти слухи были всерьёз восприняты властями, и лордам Гауэра и Кидвелли было приказано поручиться, что Рис не найдёт убежища в их владениях, а заместитель юстициария северного Уэльса получил указание контролировать побережье на случай, если мятежник решит отплыть в Ирландию. Сторонники Риса получили прощение короля 6 ноября 1290 года, а сам он был пойман 2 апреля 1292 года четырьмя сыновьями Мадога ап Араудра — Мадогом, Трахайрном, Хивелом, Воэном и Рисом Гетеном, все они являлись людьми бунтовщика. Рис и его союзник Мадог ап Рис Виндод были отправлены в Англию в оковах, а 2 июня 1292 года в Йорке признаны виновными в убийствах, поджогах, грабежах и разрушениях королевских замков. Приговор о его повешении был приведён в исполнение в тот же день. Его сын Рис был заключен в тюрьму Бристольского замка, а затем переведён в Норвич.